# 庶路ダム
庶路ダム（しょろダム）は、北海道釧路総合振興局白糠郡白糠町にある庶路川水系二級河川庶路川の上流部に築造された洪水調節および工業用水供給ダムであり、釧路総合振興局内で唯一のダムでもある。

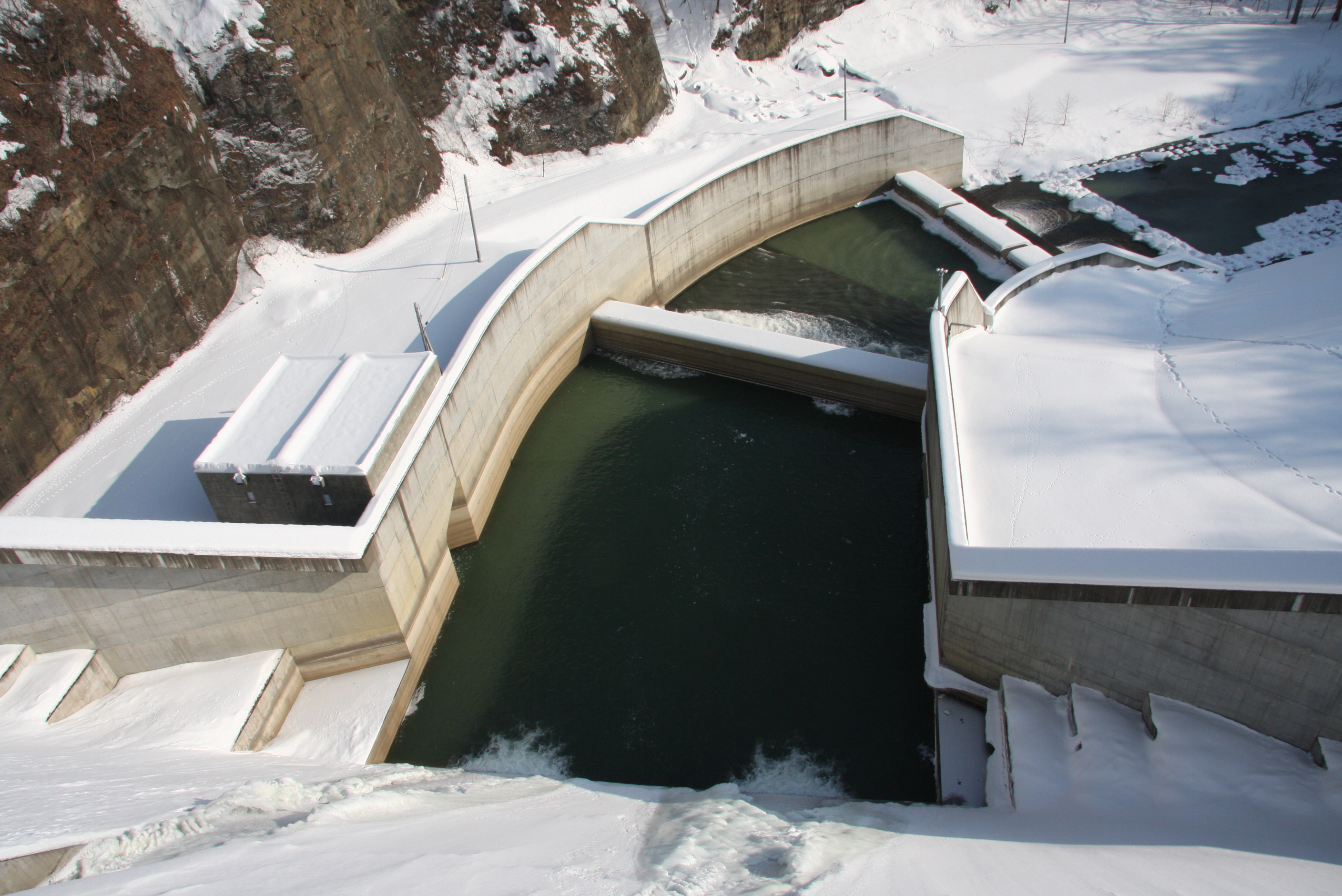
ダム下流ゲート

## 仕様
北海道が取水施設管理を行う洪水調節施設で堤高：48.5m、堤頂長：285.0m、堤体積：148,000 m3、天端標高：194.9m、サーチャージ水位：EL 190.8mであり、拡張レヤ工法によって施工された重力式コンクリートダムである。

## 利水
利水容量：6,900,000m3のうち工業用水として1,900,000m3が含まれ、日量11,833m3の工業用水を釧白工業団地に供給する。

## Green Lake 庶路
総貯水容量：36,500,000m3、常時満水位標高：EL 177.8m、利用水深：6.5mの人造湖である。
釧路・根室管内の住民の公募の中から選考委員会で決定された名である。
「自然豊かで緑に囲まれた湖」をイメージして命名された全国的にも唯一の英語表記による人造湖である。

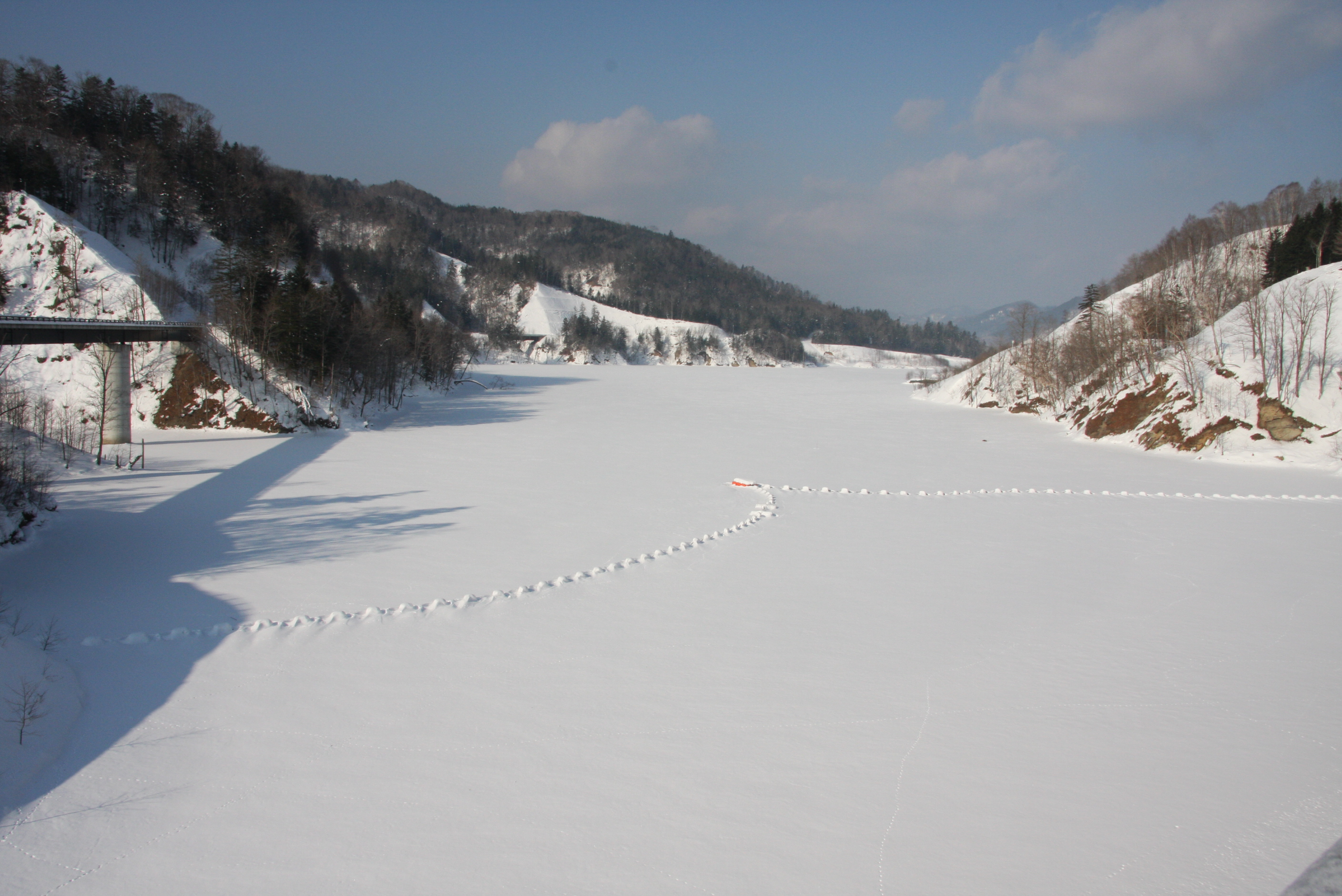
Green Lake 庶路（人造湖）